# Яків V
Яків V (англ. James V; 10 квітня 1512 — 14 грудня 1542) — король Шотландії (1513-1542) з династії Стюартів.

## Біографія
Яків V був сином короля Шотландії Якова IV і Маргарити Тюдор, дочки англійського короля Генріха VII.
Народився в Лінлітгоу 10 квітня 1512 року. А в 1513, після смерті батька в битві на полі Флодден, успадкував трон при регентстві матері. У 1515—1524 роках регентом був стрийко Джон, герцог Олбані.
У 1525-1528 роках Яків був полоненим Арчібальда Дугласа, графа Ангуса, проте в 1528 узяв владу в країні в свої руки.
В області релігії Яків виступив поборником католицизму і розвернув переслідування протестантів, що відштовхнуло від нього багато визначних шотландців і зробило його ворогом Англії.
Для зовнішньої політики Якова характерне балансування між традиційним союзником Францією і Англією.
Він був одружений спочатку з Мадлен, дочкою французького короля Франциска I, а потім — з Марією де Гіз.
Розпочавши в 1542 році війну проти свого дядька, англійського короля Генріха VIII, Яків був розбитий при Солуей-Мосс 24 листопада. Він важко переживав цю поразку і, як зазначають історики, від наслідків душевної травми помер у Фолкленді (поблизу Керколді) 14 грудня 1542, через тиждень після появи на світ дочки Марії, яка згодом стала шотландською королевою.
Кілька незаконних дітей Якова зіграли визначну роль у житті Шотландії. Зокрема, Яків (Джеймс), граф Морей, був регентом королівства після позбавлення влади Марії в 1567.

## Фамільне дерево
| Яків IV Шотландський | Яків IV Шотландський | Яків IV Шотландський | Яків IV Шотландський | Яків IV Шотландський | Яків IV Шотландський |                     |                     | Марґарет Тюдор      | Марґарет Тюдор      | Марґарет Тюдор | Марґарет Тюдор | Марґарет Тюдор      | Марґарет Тюдор |  |  | Клод де Гіз | Клод де Гіз | Клод де Гіз | Клод де Гіз | Клод де Гіз  | Клод де Гіз  |              |              | Антуанетта Бурбон | Антуанетта Бурбон | Антуанетта Бурбон | Антуанетта Бурбон | Антуанетта Бурбон | Антуанетта Бурбон |  |  |  |  |  |  |  |  |  |  |  |  |  |  |  |  |  |  |
| Яків IV Шотландський | Яків IV Шотландський | Яків IV Шотландський | Яків IV Шотландський | Яків IV Шотландський | Яків IV Шотландський |                     |                     | Марґарет Тюдор      | Марґарет Тюдор      | Марґарет Тюдор | Марґарет Тюдор | Марґарет Тюдор      | Марґарет Тюдор |  |  | Клод де Гіз | Клод де Гіз | Клод де Гіз | Клод де Гіз | Клод де Гіз  | Клод де Гіз  |              |              | Антуанетта Бурбон | Антуанетта Бурбон | Антуанетта Бурбон | Антуанетта Бурбон | Антуанетта Бурбон | Антуанетта Бурбон |  |  |  |  |  |  |  |  |  |  |  |  |  |  |  |  |  |  |
|                      |                      |                      |                      |                      |                      |                     |                     |                     |                     |                |                |                     |                |  |  |             |             |             |             |              |              |              |              |                   |                   |                   |                   |                   |                   |  |  |  |  |  |  |  |  |  |  |  |  |  |  |  |  |  |  |
|                      |                      |                      |                      | Яків V Шотландський  | Яків V Шотландський  | Яків V Шотландський | Яків V Шотландський | Яків V Шотландський | Яків V Шотландський |                |                |                     |                |  |  |             |             |             |             | Марія де Гіз | Марія де Гіз | Марія де Гіз | Марія де Гіз | Марія де Гіз      | Марія де Гіз      |                   |                   |                   |                   |  |  |  |  |  |  |  |  |  |  |  |  |  |  |  |  |  |  |
|                      |                      |                      |                      | Яків V Шотландський  | Яків V Шотландський  | Яків V Шотландський | Яків V Шотландський | Яків V Шотландський | Яків V Шотландський |                |                |                     |                |  |  |             |             |             |             | Марія де Гіз | Марія де Гіз | Марія де Гіз | Марія де Гіз | Марія де Гіз      | Марія де Гіз      |                   |                   |                   |                   |  |  |  |  |  |  |  |  |  |  |  |  |  |  |  |  |  |  |
|                      |                      |                      |                      |                      |                      |                     |                     |                     |                     |                |                |                     |                |  |  |             |             |             |             |              |              |              |              |                   |                   |                   |                   |                   |                   |  |  |  |  |  |  |  |  |  |  |  |  |  |  |  |  |  |  |
|                      |                      |                      |                      |                      |                      |                     |                     |                     |                     |                |                | Марія I Шотландська |                |  |  |             |             |             |             |              |              |              |              |                   |                   |                   |                   |                   |                   |  |  |  |  |  |  |  |  |  |  |  |  |  |  |  |  |  |  |